# R. H. Tawney
Richard Henry "R. H." Tawney (Calcuta 30 de noviembre de 1880 – Londres 16 de enero de 1962) fue un historiador inglés, crítico social, ético, socialista e importante propulsor de la educación de adultos.

## Trabajos
- The Agrarian Problem in the Sixteenth Century (1912), London: Longman, Green and Co.
- The Acquisitive Society (1920); republished Harcourt Brace and Howe (Mineola, NY, Dover: 2004; ISBN 0-486-43629-2)
- Secondary Education for All (1922)
- Education: the Socialist Policy (1924)
- Religion and the Rise of Capitalism (1926); republished Mentor (1953) and Peter Smith (1962; ISBN 0-7658-0455-7)
- Equality (1931; ISBN 0-04-323014-8)
- Land and Labour in China (excerpt) (1932)
- The Radical Tradition: Twelve Essays on Politics, Education and Literature (1964), Harmondsworth, Penguin; ISBN 0-14-020834-8